# أندا بيريانو
أندا بيريانو (بالرومانية: Anda Perianu)‏ مواليد 4 يوليو 1980، هي لاعبة كرة مضرب رومانية سابقة بدأت مسيرتها كمحترفة سنة 2004 وكانت تلعب باليد اليمنى، اعتزلت اللعب في 2009. أعلى تصنيف لها في الفردي كان المركز الـ 120 في سنة 2006. أعلى تصنيف لها في الزوجي كان المركز الـ 213 في سنة 2006.

## روابط خارجية
- أندا بيريانو على موقع رابطة محترفات التنس (الإنجليزية)
- أندا بيريانو على موقع الاتحاد الدولي لكرة المضرب (الإنجليزية)
- أندا بيريانو على موقع إي إس بي إن.كوم (الإنجليزية)